# Adula californiensis
Adula californiensis är en musselart som först beskrevs av Philippi 1847.  Adula californiensis ingår i släktet Adula och familjen blåmusslor. Inga underarter finns listade i Catalogue of Life.